# NGC 7680-1
NGC 7680-1 (другие обозначения — PGC 71541, UGC 12616, MCG 5-55-23, ZWG 497.25) — галактика в созвездии Пегас.
Этот объект входит в число перечисленных в оригинальной редакции «Нового общего каталога».